# Euphorbia aureoviridiflora
Euphorbia aureoviridiflora är en törelväxtart som först beskrevs av Werner Rauh, och fick sitt nu gällande namn av Werner Rauh. Euphorbia aureoviridiflora ingår i släktet törlar, och familjen törelväxter. IUCN kategoriserar arten globalt som sårbar. Inga underarter finns listade i Catalogue of Life.